# Кинан ап Ридерх
Кинан ап Ридерх (валл. Cynan ab Rhydderch; умер в 816 году) — король Альт Клуита (798—816); сын Ридерха ап Эугейна.
Унаследовал Альт Клуит после смерти отца. О правлении Кинана ап Ридерха почти ничего неизвестно. В 816 году ему наследовал его сын или младший брат Думнагуал ап Кинан.